# 電路完整性

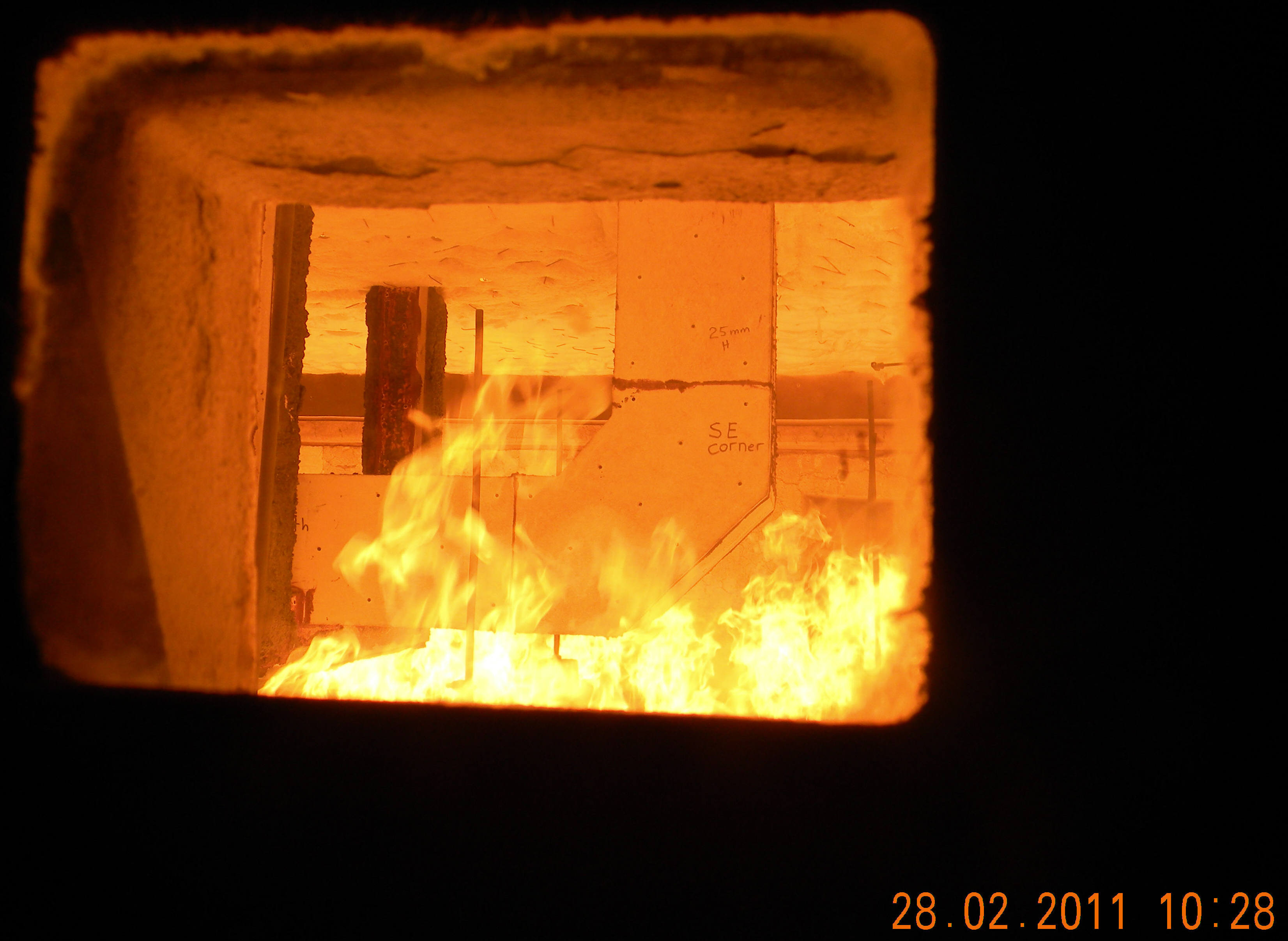
成功進行電路完整性之防火測試USNRC GL86-10 Supp。圖片顯示在進行中

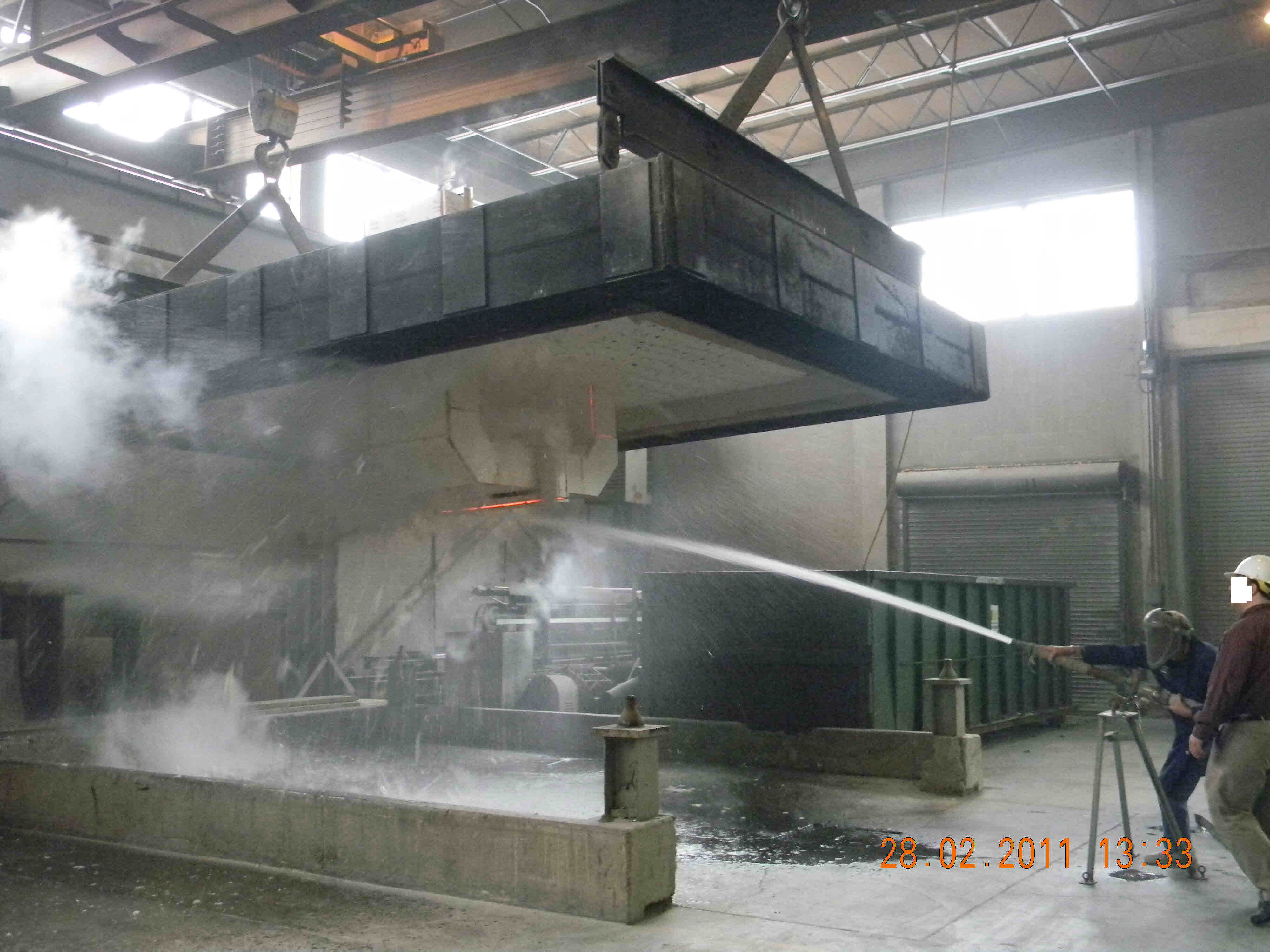
通過USNRC GL86-10 Supp. 1. 防火測試 的軟流管。

電路完整性（Circuit integrity）是指電路在著火時可操作性。為測試耐火材料之可耐火等級的一種測試形式。電路完整性是通過無源防火措施來達到防火的能力，必須要通過嚴格的清單上的防火測試，然後要遵守防火規則經過批准，電路完整性就會發揮實際性能。

## 防火能力
防火用電纜、電纜橋架及電線管供給於電路的防火能力，皆在能使電纜在特定時間內保持正常運作，確保能在發生火災時不受損害並能持續正常運作。
這可以透過三種方式來啟動防火機能：
- 在電纜上塗上的塗層是有效的阻燃劑，能降低電纜裡起燃作用難以起火，蔓延至一條電纜套外，並防止產生煙霧引燃內部產生火焰。一些電纜塗層系統能夠實現電路完整性的度量，完成認證清單及清單和批准的使用及合規性標準。
- 可用外殼套或矽酸鈣板安裝啟動防火，也可用蛭石製成的電路板，與硅酸鈉合併壓成的電路板，由陶瓷纖維和石綿製成的柔性包覆物，或經吸熱處理的陶瓷纖維包覆物等材料替換。 在所有情形下安裝的材料都必須要符合測試系統之認證清單。
- 直接使用有耐火等級的電纜，例如礦物絕緣電纜及MI電纜。雲母電纜的絕緣性更能啟發小型電纜的電路完整性。

## 應用性
通常小捆電纜是單獨使用耐火等級的電纜來架設的，大捆電纜和托盤布線的價位包覆在外部時會比較便宜。
在加拿大，混凝土覆蓋法是最常用之電纜增加防火性的安裝方案，儘管沒有提供所有電纜所具備的「空頭支票」（Blank cheque）及不確定等級的確切測試數據。但在法規和通用慣例允許下，此方案為加拿大最常用的安裝方式。

## 覆層與包裹建層之注意事項
有裝覆層之包囊系統的防火系統，必須要考量附加重量及在靜態和出現震波下的計算，防火之懸掛系統也建議安裝。必須定期維護防火系統，因為覆層與包裹建層是無法承受重量的，在正常建築物及設備運作時可能會造成系統損壞。這可透過允許散熱的專門設計化之膨脹型開通窗口，或用機械元件激活窗口，引起散熱降低載流量。所有此方案均需達成嚴格的清單和批准的使用及合規性標準。

## 有電路完整性之電纜注意事項
此防火系統有安裝終端點和接線盒，換句話說該系統的整個電路都必須受到保護，才會完全發揮防火性能。終端點常常被排除在外，發給薄弱的環節，因此一些閉路殼需和MI電纜連結增強防火效能，將MI電纜插入電氣室。但可安裝之房間可能也是維修室（Service room），並可能是區隔化（compartmentalization）之房間，這並不意味著不再需要一個等級的零件或包裹在接線盒終端的電源插座盒或接線盒周圍，該盒可能會因房間發生火災造成損壞而無法防火，喪失防火可操作性。造成電氣火災的可能性，在開始出現金屬區隔化（compartmetalisation）房間之強大動力啟動就會出現，大概觸發的機會會升高。要防止電氣火災發生，就必須要將電纜調整設定為可操作的，但必須要注意接線盒可能會遺漏而沒有受到保護，造成電路失效失去防火效能。因此該電纜系統的終端點和接線盒需定期維護才能保護防火系統。

## 外部連結
- DIN 4102 Fire behaviour of building materials and building components - Part 12: Circuit integrity maintenance of electric cable systems; requirements and testing （页面存档备份，存于）
- NRC treatise on circuit integrity measures （页面存档备份，存于）
- USNRC Generic Letter 86-10 Supplement 1 - FIRE ENDURANCE TEST ACCEPTANCE CRITERIA FOR FIRE BARRIER SYSTEMS USED TO SEPARATE REDUNDANT SAFE SHUTDOWN TRAINS WITHIN THE SAME FIRE AREA (SUPPLEMENT 1 TO GENERIC LETTER 86-10, "IMPLEMENTATION OF FIRE PROTECTION REQUIREMENTS") （页面存档备份，存于）
- ASTM E1725 - 08 Standard Test Methods for Fire Tests of Fire-Resistive Barrier Systems for Electrical System Components （页面存档备份，存于）
- UL1724 - FIRE TESTS FOR ELECTRICAL CIRCUIT PROTECTIVE SYSTEMS
- IEEE 848 Standard Procedure for the Determination of the Ampacity Derating of Fire-Protected Cables （页面存档备份，存于）.
- UL 2196 Fire-Resistive and Circuit Integrity Cables （页面存档备份，存于）